# Йохан Филип Бройнер
Йохан Филип Бройнер (на немски: Johann Philipp Breunner; * 1631; † 1688) е благородник от рицарския род Бройнер от Щирия в Австрия.

## Произход
Той е вторият син на имперския фрайхер Йохан Филип Бройнер цу Щюбинг († 1632) и съпругата му фрайин Елеонора Ева Регина Бройнер цу Щюбинг (1604 – 1692). Внук е на имперския фрайхер Йоханес Бройнер цу Щюбинг (1549 – 1594) и графиня Барбара фон Хардег-Глац.
Брат е на Франц Албрехт Юлиус (1628 – 1684), женен I. 1662 г. за фрайин Мария Салома фон Виндиш-Грец († 1665) и II. на 2 януари 1667 г. във Виена за фрайн Сидония Елизабет фон Виндиш-Грец († 1694). Сестрите му са Барбара Елизабет Мария (1629 – 1679), омъжена 1650 г. за граф Йохан Зигмунд фон Глайшпах († 1678), на Анна Регина Рената († 1690), омъжена на 9 май 1656 г. за граф Еразмус Фридрих фон Херберщайн († 1691), и на Йохана Франциска († 1682), омъжена I. 1664 г. за фрайхер Георг Андреас Кристоф фон Вилфересдорф и II. 1670 г. за граф Волфганг Рупрехт Риндсмаул († 1683).
Синът му Максимилиан Бройнер (* 1673; † сл. 1714) е издигнат на граф.
- Палат Бройнер в Грац
- Дворец Щюбинг (септември 2011)

## Фамилия
Йохан Филип Бройнер се жени 1660 г. за фрайин Мария Юлиана Елизабет фон Радмансдорф (1643 – 1698). Те имат 11 деца:
- Леополд Вилхелм (* 1661)
- Йохан Филип Антон (* 1662; † сл. 1692), каноник в Олмуц
- Йохан Ернст (*/† 1665)
- Георг Албрехт (1667 – 1668)
- Максимилиан Бройнер (* 1673; † сл. 1714), граф, женен 1697 г. за графиня Мария Терезия фон Шратенбах († 1740)
- Франц Зигмунд (1674 – 1679)
- Ева (1663 – 1666)
- Анна Елизабет (* 1664)
- Мария Барбара (* 1669)
- Мари Елеонора (1677 – 1679)